# Amilcar Type J
Der Amilcar Type J (kurz Amilcar J) war ein Pkw der französischen Marke Amilcar.

## Beschreibung
Das Fahrzeug wurde Ende 1925 als Nachfolger des Amilcar Type E vorgestellt. Es hatte weiterhin einen vorne eingebauten Vierzylindermotor mit Thermosiphonkühlung. Die Bohrung war auf 73 mm vergrößert worden. In Verbindung mit 112 mm Hub ergab das 1875 cm³ Hubraum. Die steuerliche Einstufung lag bei 11 Cheval fiscal, Amilcar warb aber weiterhin mit 10 CV. Der Motor leistete 46 PS.
Das Fahrgestell war etwas vergrößert worden. Der Radstand betrug nun 3000 mm und die Spurweite 1273 mm. Als Fahrzeuglänge sind 4038 mm angegeben, kann aber je nach Aufbau abweichen. Die übliche Karosseriebauform war ein Tourenwagen mit vier Sitzen. Daneben gab es einige viertürige Limousinen.
Bis zur Einstellung im März 1928 entstanden maximal 300 Fahrzeuge. Die Nummern gingen von 60.501 bis 60.800.
Im Oktober 1928 wurde der Amilcar Type C 8 als Nachfolger präsentiert. Er ging aber erst 1929 zusammen mit der stärkeren Ausführung Amilcar Type CS 8 in Produktion.